# Dominique Visse
Dominique Visse (* 30. August 1955 in Lisieux) ist ein französischer Opernsänger (Countertenor).

## Leben
Bereits als 11-Jähriger sang Dominique Visse im Kirchenchor von Notre-Dame in Paris und lernte Orgel und Flöte am Konservatorium von Versailles. Sein besonderes Interesse galt der Musik der Renaissance und des Mittelalters.
Dem Countertenor Alfred Deller begegnete er 1976 und wurde dessen Schüler. Außerdem erhielt er Unterricht von Nigel Rogers, René Jacobs und William Christie. 
1978 gründete er das „Ensemble Clément Janequin“, mit dem er eine Reihe von Aufnahmen mehrstimmiger Vokalstücke aus dem 16. Jahrhundert aufnahm. Das Ensemble leitet er bis heute. Außerdem gehört Visse zu den Gründungsmitgliedern des Instrumental- und Vokalensembles Les Arts Florissants. 
1982 gab er sein Bühnendebüt in Monteverdis L’incoronazione di Poppea. Seither ist Dominique Visse an zahlreichen internationalen Opernbühnen und bei Festivals unter namhaften Dirigenten aufgetreten und gehört zu den begehrten Protagonisten der Barockoper und Alter Musik. Sein Repertoire umfasst aber auch Werke des 20. Jahrhunderts und zeitgenössische Musik. Er wirkte beispielsweise 1996 bei der Uraufführung von Luciano Berios Outis an der Mailänder Scala mit. Außerdem tritt er mit Recitalprogrammen auf und hat bisher rund 50 Aufnahmen veröffentlicht.

## Diskografie (Auswahl)
- Marc-Antoine Charpentier: Un Oratorio de Noël. Harmonia Mundi
- Marc-Antoine Charpentier: Le Malade imaginaire. Harmonia Mundi
- Claudio Monteverdi: L’incoronazione di Poppea. Farao.
- Antonio Vivaldi: Motezuma. Naïve Astree, 1993.
- Dominique Visse sings Chabrier, Ravel & Poulenc. King, 1997.
- Songs for Seven Centuries
- Airs de Cour. Harmonia Mundi.
- Les 3 contre-tenors. (Bertin, Scholl, Visse) Harmonia Mundi.
- Dom Quichotte: Komische Kantaten und Konzerte von Marin Marais, Pierre de la Garde, Michel Corrette, Philippe Courbois und Nicolas Racot de Grandval. Alpha France, 2009.
- Vinum et musica. Songs & dances from Nuremberg sources. Mit der Capella de la Torre, Katharina Bäuml. Challenge Classics, 2010.
- John Dowland: Lautenlieder – Tunes of Sad Despaire. Mit dem Ensemble Fretwork, Renaud Delaigue und Éric Bellocq. Satirino, 2012.